# Ús d'eines per les llúdries marines

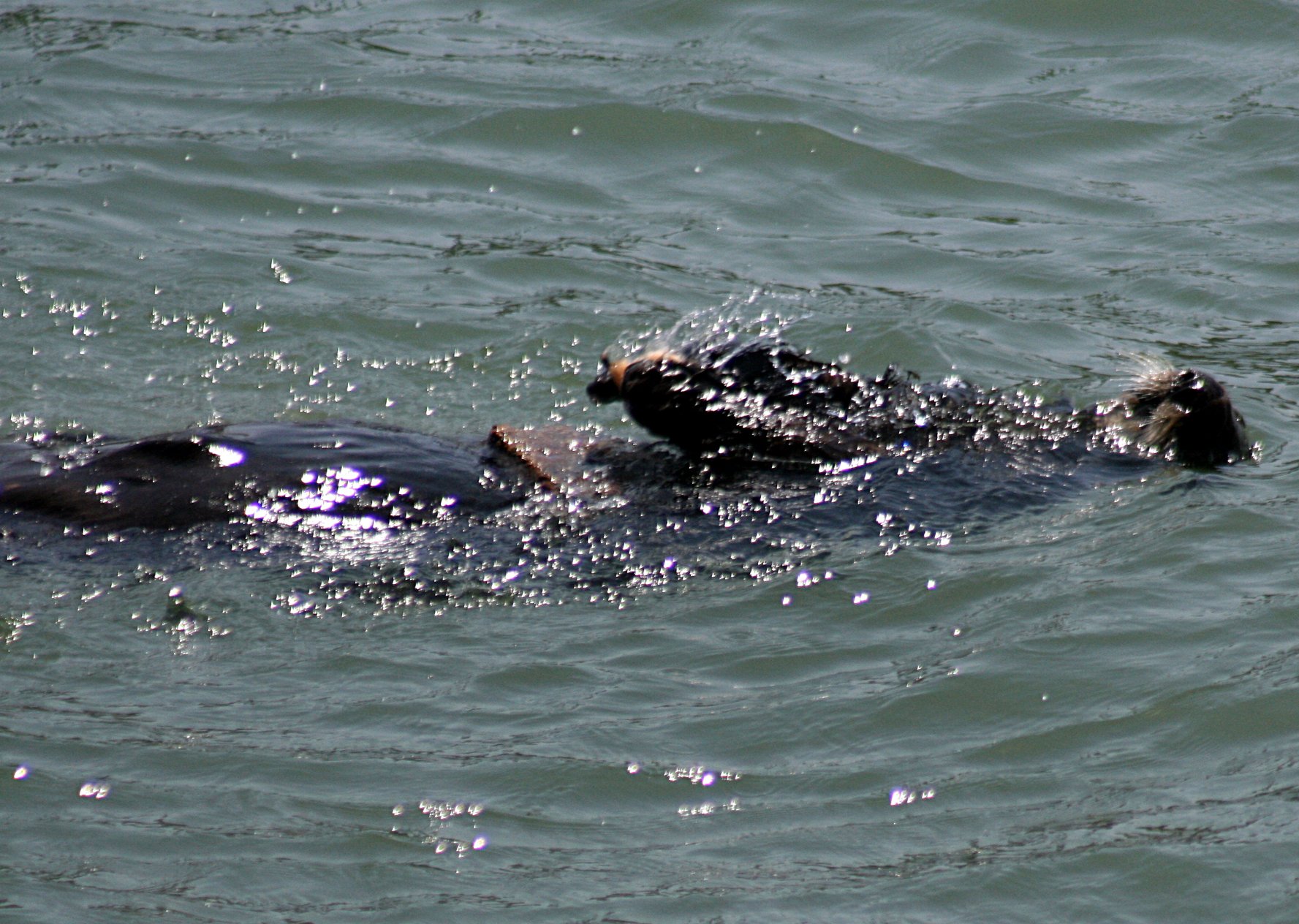
Llúdria marina utilitzant una roca per trencar i obrir una closca

Les llúdries marines (Enhydra lutris) són carnívors completament aquàtics de la família dels mustèlids. Són els mamífers marins més petits, però també els més hàbils. Se les coneix per la seva capacitat d'utilitzar pedres com a martells o com a encluses per obrir les closques de les preses. Hi ha tres subespècies de llúdries marines. La majoria d'estudis s'han dut a terme amb E. l. nereis, la subespècie californiana, i alguns estudis amb E. l. kenyoni, la subespècie d'Alaska. Hi ha una certa variació en la freqüència de l'ús d'eines entre diferents poblacions i, fins i tot, entre diferents individus d'una mateixa població.
Les llúdries marines tenen una butxaca de pell a sota de les aixelles, que s'estén d'una banda a l'altra del tors i que utilitzen per portar l'aliment que recullen a la superfície. La butxaca també conté una roca que serveix per trencar la closca del marisc i de les cloïsses. Es mengen les preses mentre floten panxa amunt, fent servir les potes anteriors per trossejar les preses i posar-se-les a la boca.